# ILRS
Als ILRS (International Laser Ranging Service) wird ein internationaler Dienst bezeichnet, der die weltweit durchgeführten Laser-Distanzmessungen zu künstlichen Erdsatelliten koordiniert und nach festgelegten Kriterien auswertet.

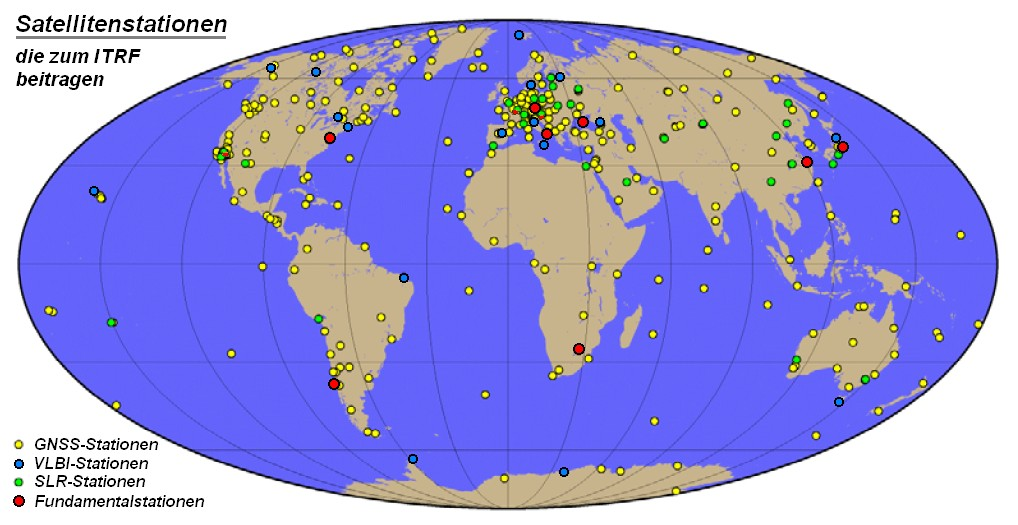
Satellitenstationen, die zum Internationalen Weltnetz ITRF beitragen. Die Laser-Stationen sind grün markiert

Der Dienst vereinigt alle mit Satellite Laser Ranging (SLR) befassten Institute und wurde von der IAG im September 1998 gegründet.
Er dient auch zur Unterstützung globaler geodätischer Projekte und Satellitenmissionen und entwickelt geeignete Standards und Strategien zur Messung und Analyse, um eine hohe, gleich bleibende Qualität der Daten zu sichern. Der ILRS kooperiert auch mit dem Erdrotationsdienst IERS und trägt durch den absoluten Charakter der Lasermessungen wesentlich zum globalen Koordinatensystem International Terrestrial Reference Frame bei.
Auf dem 18. Internationalen Workshop zum Thema Laser Ranging in Japan im November 2013 wurde vereinbart, die GNSS-Datenabdeckung des ILRS-Netzwerks zu erweitern.